# نیمراد (اورگن)
نیمراد (به انگلیسی: Nimrod) یک منطقهٔ مسکونی در ایالات متحده آمریکا است که در شهرستان لین، اورگن واقع شده‌است.